# The Message (album de Alpha Yaya Diallo)
Pour les articles homonymes, voir The Message.
Albums de Alpha Yaya Diallo
Futur
(1996) The Journey
(2001)
The Message est un album du musicien Alpha Yaya Diallo. Il a été publié indépendamment au Canada en 1998, avec une sortie internationale en 1999.
The Message a remporté un Juno Award, dans la catégorie « Meilleur album mondial ». Diallo a soutenu l'album avec une tournée canadienne.

## Production
Produit par Kevin Finseth, l'album est écrit et enregistré à Vancouver, au Canada. Alpha Yaya Diallo chante en peul, soussu, maninka et français. Son jeu de guitare est influencé par George Benson et Mark Knopfler. "Kakande" est un instrumental.

## Réception critique
L'Austin Chronicle écrit que « le vox de Diallo n'est pas aussi particulière que celle de Baaba Maal ou de Youssou N'Dour, mais cela permet à Diallo... de faire quelque chose que ces superstars internationales ouest-africaines ne peuvent pas faire : proposer de puissantes harmonies vocales comme dans le rythme latin syncopé et foudroyant d'Amour ». Robert Christgau estime que « d'une manière ou d'une autre, ce guitariste-chanteur guinéen fait la synthèse entre le rythmes panafricains et l'éternel retour de la world-music ».
Newsday souligne que « les paroles de Diallo expriment son désir doux-amer pour les liens en lambeaux et la dignité écornée de sa patrie en crise ». Le Ottawa Citizen qualifie l'album de « fusion énergique des rythmes de guitare traditionnels mandingues et foulahs avec le funk et le jazz modernes ». The Gazette fait l'éloge du chanteur pour son « écriture de plus en plus raffinée, son interprétation, son jeu de guitare et sa rythmique ».
AllMusic le qualifie de « maître musicien, jouant de la guitare, de la basse et des percussions à la tête d'un ensemble de neuf chansons exaltantes ». Le Cape Cod Times (en) classe The Message comme le cinquième meilleur CD de 1999.

## Liste des pistes
| No | Titre                | Durée |
| -- | -------------------- | ----- |
| 1. | Fissiriwaly          | 05:05 |
| 2. | Badenma              | 05:09 |
| 3. | Faybhe               | 05:48 |
| 4. | Kakande              | 05:32 |
| 5. | Duniya               | 05:56 |
| 6. | Africa               | 04:07 |
| 7. | Amour                | 04:47 |
| 8. | Fatumata Diallo      | 05:46 |
| 9. | Vancouver Venez Voir | 05:48 |